# عباس زاهدی
عباس زاهدی سیاست‌مدار ایرانی بود، که در  دوره بیست و سوم  به‌عنوان نماینده کرج در مجلس شورای ملی حضور داشت.